# Golpe de Estado en Costa Rica de 1870

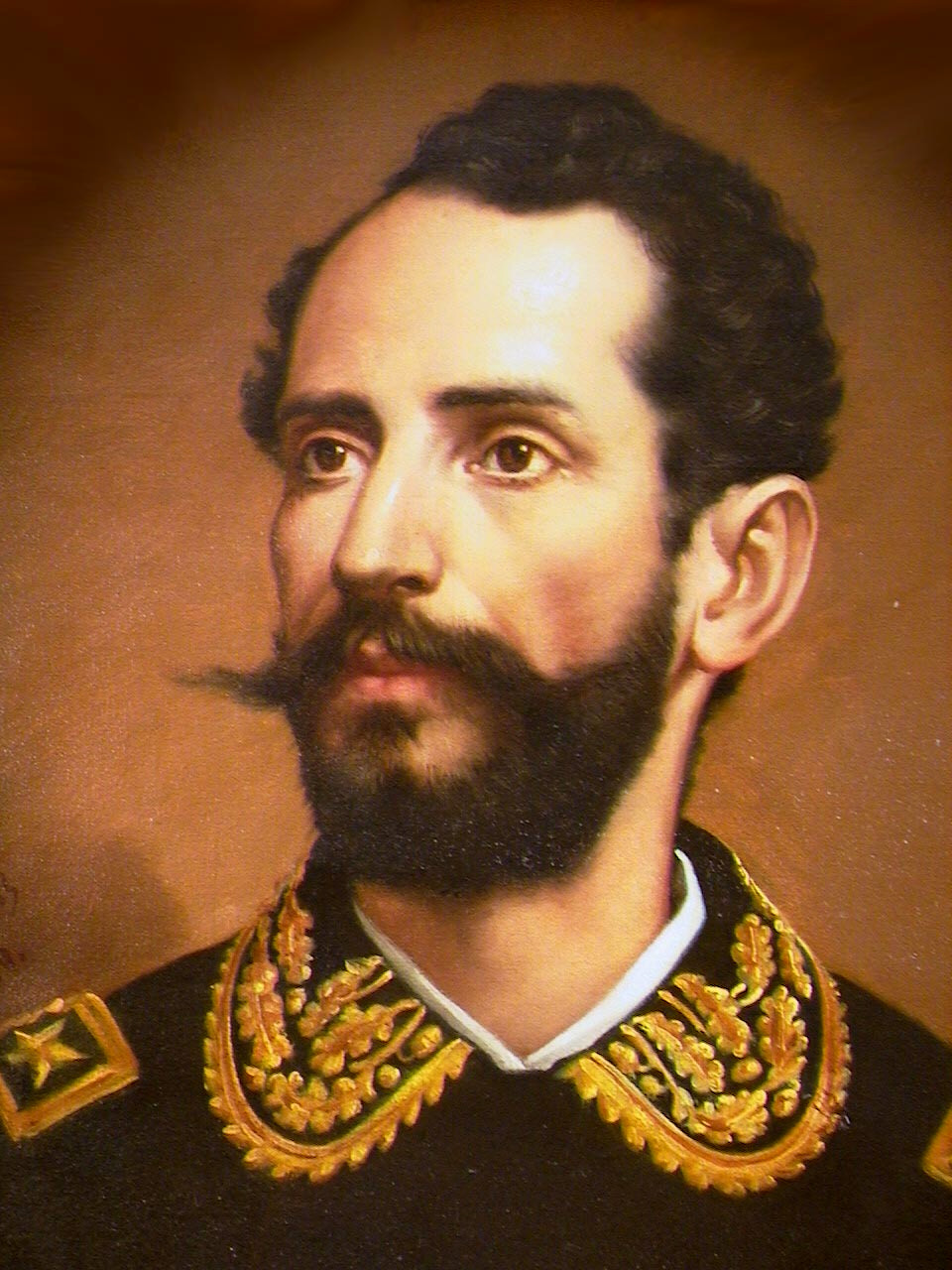
El golpe de Estado en Costa Rica de 1870 permitió la llegada al poder de Tomás Guardia Gutiérrez, quien dirigió los destinos del país por más de una década.

El golpe de estado del 27 de abril de 1870 fue un golpe implementado en Costa Rica por la cúpula militar dirigida por Tomás Guardia Gutiérrez y estableció, en gran medida, la inauguración del Estado Liberal de Costa Rica y la Constitución Política de Costa Rica de 1871, la de más larga duración en la historia costarricense pues se mantuvo vigente hasta 1948.
El golpe derrocó al presidente de facto Jesús Jiménez Zamora y fue originalmente fraguado por el expresidente José María Montealegre Fernández, quien aspiraba retornar al poder por la fuerza. Un grupo de soldados acaudillados por Guardia ingresaron clandestinamente al Cuartel Principal de San José, sede del ejército y tomaron el control del mismo. Sin embargo, Guardia no entregó el poder a Montealegre, sino que lo entregó temporalmente a Bruno Carranza, quien renuncia poco después y el Congreso guardista nombra directamente a Guardia. Guardia gozaba de mucha popularidad entre los militares en especial por su heroico desempeño en la Campaña Nacional de 1856-1857.
Mientras que Montealegre y Jiménez pertenecían ambos al grupo de antimoristas que habían derrocado y ejecutado al héroe de la Campaña nacional, Juan Rafael Mora Porras, así como buscaron borrar su recuerdo de la historia costarricense, Guardia por el contrario había sido morista y pasado el golpe tomó ingentes esfuerzos por conectar su propia figura y gobierno con el de Mora.
Guardia no pertenecía a la poderosa oligarquía cafetalera costarricense, élite política que había gobernado ininterrumpidamente hasta entonces. Su poder se mantuvo solo por el leal respaldo que tenía de las tropas. Inmediatamente después del golpe, Guardia convocaría a una Asamblea Constituyente que redactó una nueva constitución, sumamente progresista para la época y de fuerte raigambre liberal. Abolió la pena de muerte y la tortura, «desoligarquizó» el sistema político y realizó muchas obras de infraestructura.
La fecha del golpe se conmemoraba cada año bajo su régimen utilizando dianas que recorrían el país, con actos cívicos en los consejos municipales de cada cabecera de provincia, desfiles militares, una misa y banquete. Guardia gobernaría como hombre fuerte del país directamente o a través de testaferros hasta su muerte en 1882.